# Battlefield 1943
Battlefield 1943 es un videojuego de disparos en primera persona desarrollado por DICE y publicado por Electronic Arts para Xbox 360 y PlayStation 3 a través de distribución digital. Se desarrolla en el Teatro Asiático-Pacífico de la Segunda Guerra Mundial. Se planeaba una versión para Microsoft Windows, pero luego fue cancelada.
El juego recibió críticas generalmente favorables por parte de los críticos.

## Configuración
Battlefield 1943 presenta a los jugadores como Marines del Cuerpo de Marines de los Estados Unidos (USMC) o la Armada Imperial Japonesa (IJN) con hasta 24 jugadores en tres mapas: isla de Wake, Guadalcanal e Iwo Jima. Después de que todos los jugadores alcanzaran colectivamente 43 millones de eliminaciones, se desbloqueó un mapa adicional de Coral Sea.

## Jugabilidad
Al igual que Battlefield: Bad Company, 1943 utiliza el motor Frostbite para el daño ambiental. El juego sólo presenta el modo característico de la serie Conquista y un nuevo tipo de juego llamado Superioridad Aérea, que se desbloqueó cuando la comunidad de jugadores en línea alcanzó un total combinado de 43 millones de eliminaciones en Conquista. Similar a Battlefield Heroes, 1943 presenta sólo tres clases: Infantería, armada con una SMG y un cohete antitanque; Fusilero, armado con un rifle semiautomático y una granada de rifle; y Explorador, armado con un rifle con mira, pistola y dinamita. Cada clase tiene un suministro ilimitado de municiones. Sin embargo, la munición explosiva lleva tiempo en reponerse. El juego también cuenta con un sistema de regeneración de salud.
Hay cuatro tipos de vehículos en el juego: avión de combate, tanque, automóvil y embarcación de desembarco. La base principal de cada equipo tiene dos aviones de combate monoplaza, con A6M2 Zeros para la Armada Imperial y F4U Corsairs para el Cuerpo de Marines de los Estados Unidos. En cada mapa también hay un aeródromo que ambos equipos pueden capturar, donde se puede usar un tercer avión en beneficio de un equipo. Cada avión tiene cuatro ametralladoras y también puede soltar bombas. Los tanques pueden acomodar a dos jugadores: un conductor que puede usar un cañón de tanque y una ametralladora coaxial, y un pasajero que puede usar una ametralladora montada. Los automóviles pueden acomodar hasta tres jugadores: un conductor, un artillero en la parte trasera que opera una ametralladora y un pasajero que puede disparar su propia arma. Las embarcaciones de desembarco (barcos) se utilizan para transportar tropas desde los portaaviones hasta las playas. Los jugadores también pueden usar búnkeres de ataque aéreo para lanzar un ataque con tres aviones bombarderos y limpiar un área del mapa. Para operar estos, el jugador debe entrar en un búnker con una gran antena giratoria en la parte superior. Los aviones pueden ser derribados por pilotos de aviones de combate y cañones antiaéreos, lo que reduce la cantidad de bombas que puede lanzar el ataque aéreo o destruyéndolo por completo.

## Desarrollo, marketing y lanzamiento
Según el equipo de desarrollo del juego, la accesibilidad y el valor fueron las principales razones por las que el juego optó por un lanzamiento digital en lugar de un lanzamiento minorista ordinario.
En el momento del lanzamiento de la versión de Xbox Live Arcade, se informaron problemas con la funcionalidad de registro de estadísticas y la unión al servidor. Gordon Van Dyke de DICE y EA respondieron a la situación y señalaron que el volumen de jugadores era mucho más alto de lo esperado y que se excedió la capacidad del servidor. Para solucionar los problemas, EA y DICE agregaron más servidores. Van Dyke también señaló que había problemas con los jugadores que tenían problemas para usar sus cuentas de EA. A pesar de los problemas de lanzamiento, DICE informó que después del primer día de lanzamiento, los jugadores habían acumulado 29,45 años de tiempo de juego y más de 5 millones de muertes. En 2011, DICE anunció que se canceló el desarrollo de la versión para PC del juego para centrarse en Battlefield 3.
En la conferencia de Sony en el E3 2011, Sony anunció que se incluiría una copia de Battlefield 1943 en cada disco de Battlefield 3 para PlayStation 3, pero al momento del lanzamiento no se incluyó. EA declaró a través de la cuenta de Twitter de Battlefield a un cliente que "en lugar de que [Battlefield 1943] esté disponible en [disco] para los clientes de [PlayStation 3], EA ha puesto todas las expansiones de [Battlefield 3] a disposición de los clientes de [PlayStation 3] antes de tiempo". En última instancia, EA decidió cumplir con el anuncio de la preventa.
El 21 de marzo de 2023 se anunció que el juego sería retirado de las tiendas digitales el 28 de abril, junto con Battlefield: Bad Company y Battlefield: Bad Company 2. Los servidores de Battlefield 1943 se cerrarán el 8 de diciembre de 2023. Esto fue anunciado por Electronic Arts (EA) en su sitio web y en sus canales de redes sociales a finales de 2022. Después de esta fecha, el juego ya no será jugable, lo que ha generado opiniones y debates intensos sobre la legalidad de esta decisión. Los servidores de Battlefield: Bad Company y Battlefield: Bad Company 2 también se cerrarán en la misma fecha.

## Recepción
El juego recibió críticas "favorables" en ambas plataformas según el sitio web de agregación de reseñas Metacritic. Además de tener las mejores ventas el primer día de su lanzamiento, Battlefield 1943 se convirtió en el juego de descarga más vendido más rápido después de la primera semana. Battlefield 1943 fue el juego de Xbox Live Arcade más vendido de 2009, según informó el director de Programación de Xbox Live, Larry Hryb. Vendió más de 268,000 unidades en 2010. Hasta mayo de 2010, el juego había vendido 1.5 millones de copias.